# Forel Glacier
Forel Glacier är en glaciär i Antarktis. Den ligger i Västantarktis. Argentina, Chile och Storbritannien gör anspråk på området. Forel Glacier ligger 299 meter över havet.
Terrängen runt Forel Glacier är varierad. Forel Glacier ligger nere i en dal som går i nord-sydlig riktning.  Trakten är obefolkad. Det finns inga samhällen i närheten. 